# Маја Дирадо
Мадлин Џејн „Маја” Дирадо (енгл. Madeline Jane "Maya" DiRado; Сан Франциско, 5. април 1993) бивша је америчка пливачица чија специјалност је пливање леђним, слободним, делфин и мешовитим стилом, углавном на дистанцама од 200 и 400 метара.
Била је део америчке олимпијске репрезентације на Олимпијским играма 2016. у Риу де Жанеиру где се такмичила у чак четири дисциплине, освојивши две златне, и по једну сребрну и бронзану медаљу. Златне медаље освојила је у појединачној трци на 200 метара леђно, и у штафети 4×200 метара слободно заједно са Алисон Шмит, Лијом Смит и Кејти Ледеки. У трци на 400 метара мешовито освојила је сребрну, а на дупло краћој деоници бронзану медаљу.
У каријери има и наслов светске првакиње у штафети 4×200 метара слободно са светског првенства 2013. у Барселони, те сребро из Казања 2015. на 400 метара мешовито.
По окончању Олимпијских игара у Рију Дирадо је објавила да напушта професионално пливање уз образложење да жели да се посвети пословном менаџменту, што је њено примарно занимање.

## Лични рекорди
| Дисциплина          | Резултат | Место          | Датум            |
| ------------------- | -------- | -------------- | ---------------- |
| 200 метара мешовито | 2:08.79  | Рио де Жанеиро | 9. август 2016.  |
| 400 метара мешовито | 4:31.15  | Рио де Жанеиро | 6. август 2016.  |
| 200 метара делфин   | 2:07.42  | Гоулд Коуст    | 21. август 2014. |
| 100 метара леђно    | 1:00.36  | Санта Клара    | 4. јун 2016.     |
| 200 метара леђно    | 2:05.99  | Рио де Жанеиро | 12. август 2016. |